# François Boucher

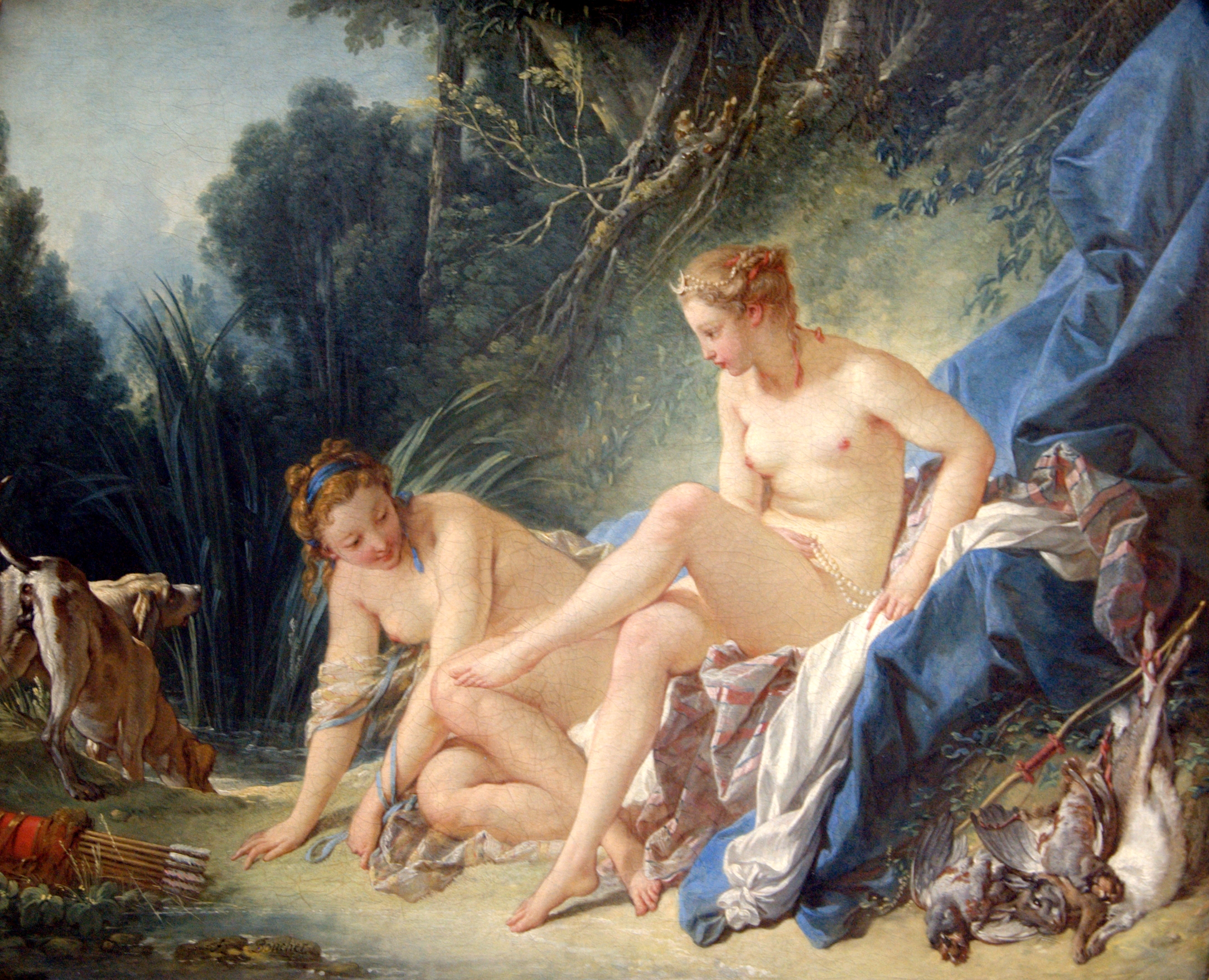
Diana wychodząca z kąpieli (1742)

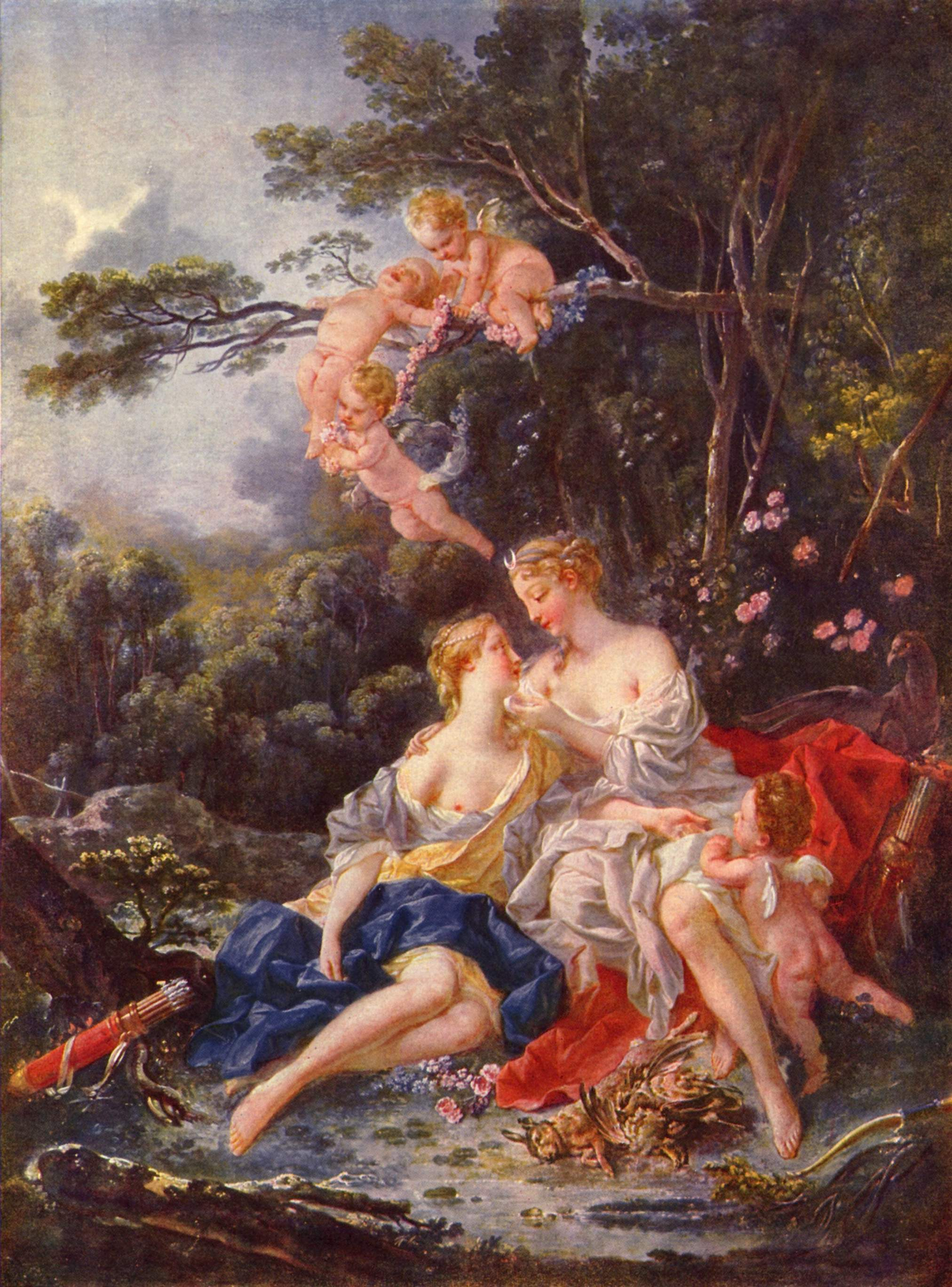
Jupiter i Kallisto (1744)

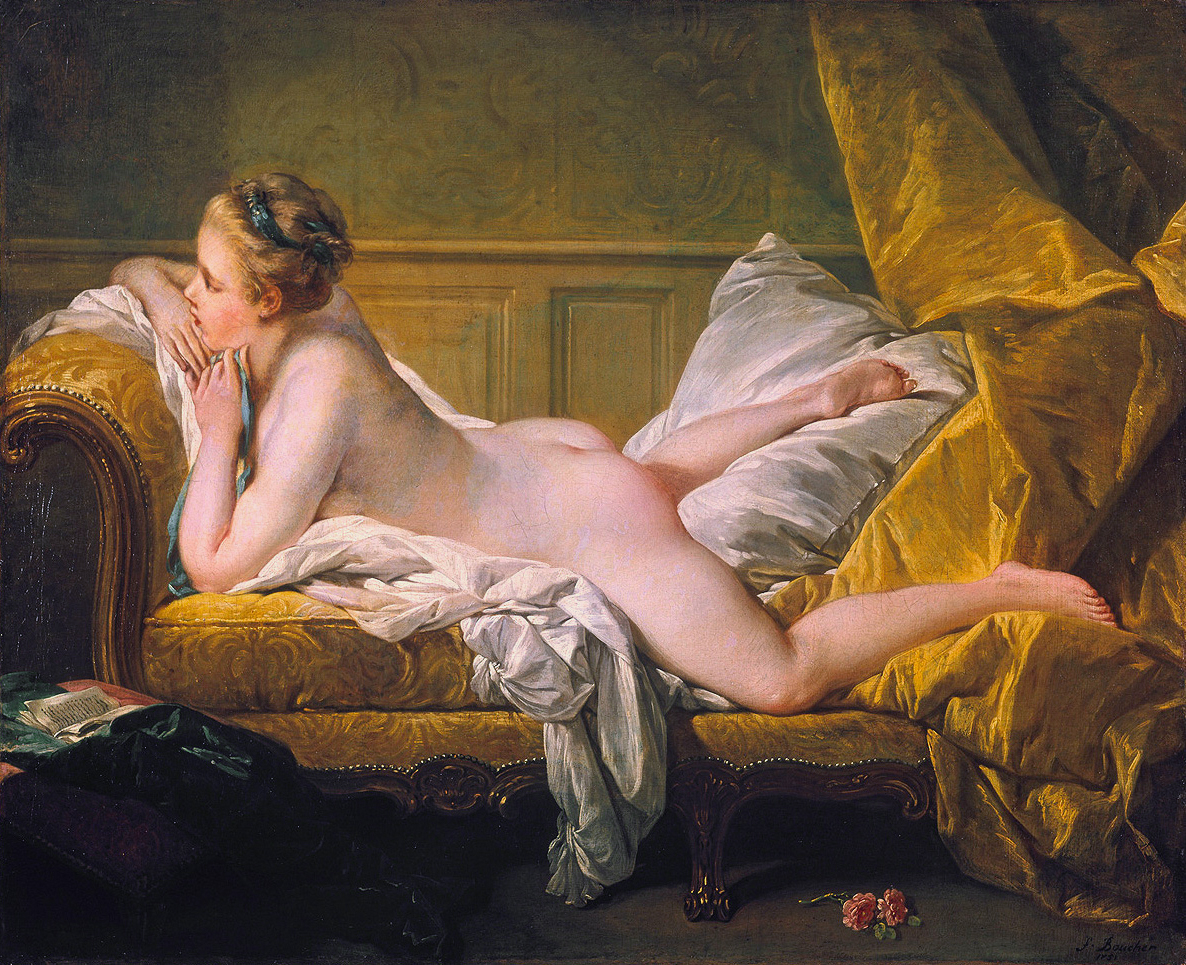
Panna O’Murphy (Akt na sofie) (1752)

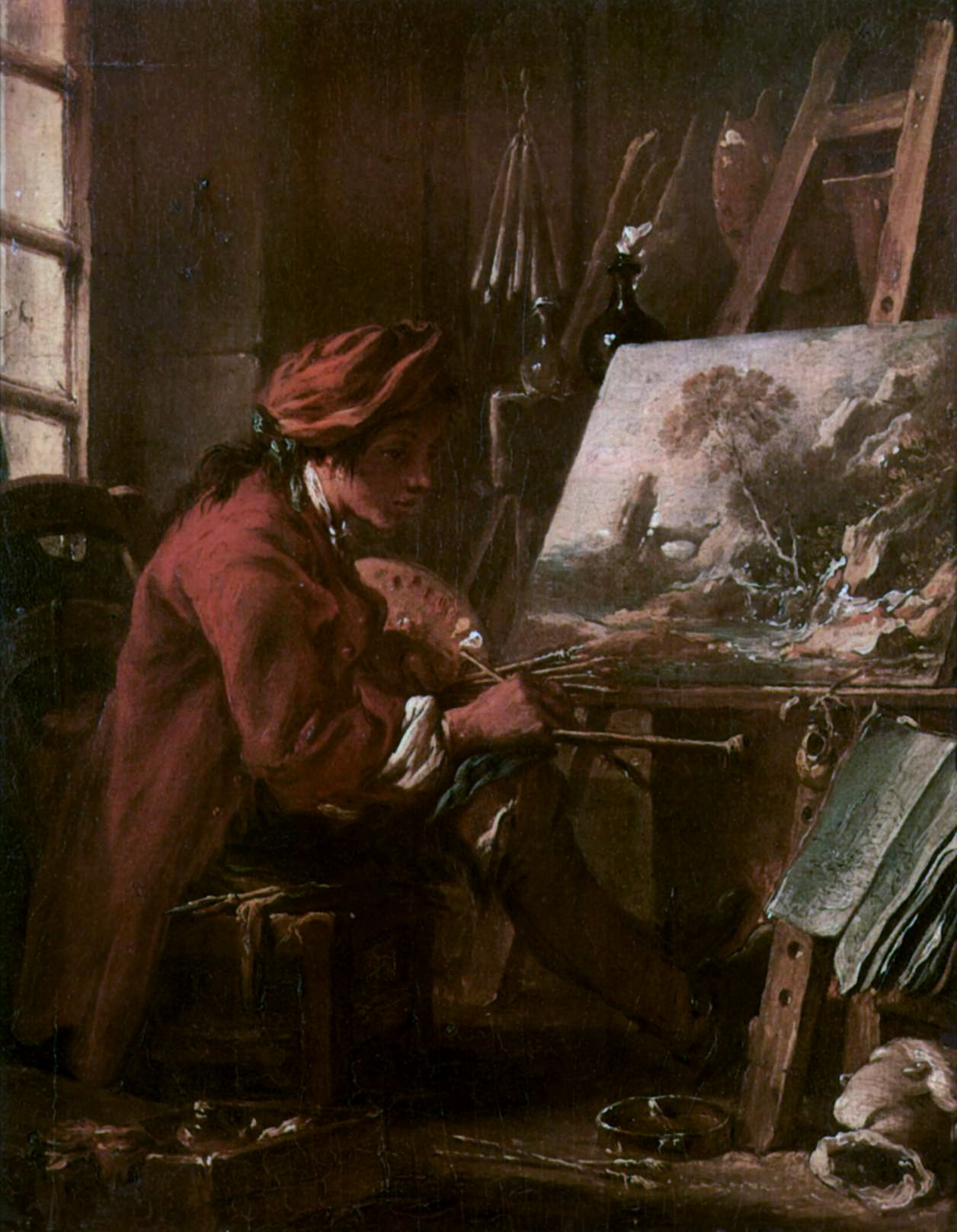
Malarz w pracowni (1753)

Madame de Pompadour (1759)

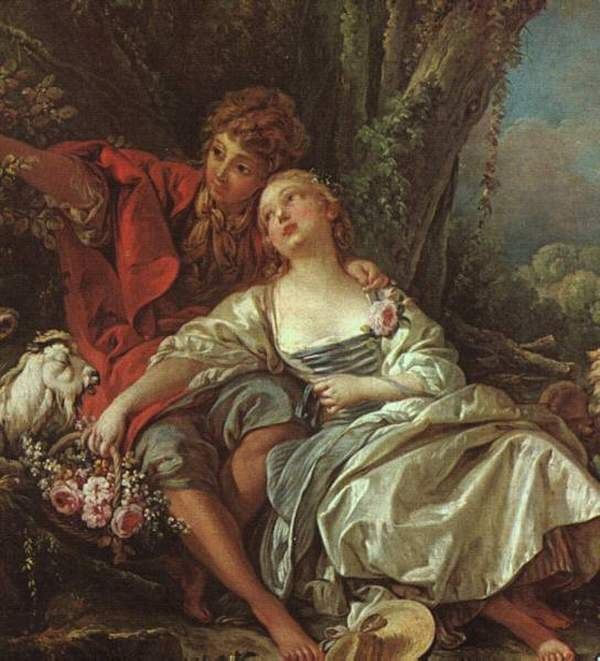
Scena pastoralna (1761)

François Boucher (ur. 29 września 1703 w Paryżu, zm. 30 maja 1770 tamże) – francuski malarz, grafik i dekorator, jeden z najbardziej znanych przedstawicieli rokoka. Zrobił nadzwyczajną karierę: pracował dla króla Ludwika XV, markizy de Pompadour, królewskich manufaktur,  dworów oraz kolekcjonerów prywatnych. Regularnie wystawiał na Salonie Paryskim, a jego obrazy były przyjmowane z entuzjazmem przez publiczność i krytykę. Dopiero pod koniec życia stracił na popularności.

## Życiorys
Boucher wywodził się ze skromnego środowiska. Urodził się w Paryżu jako syn projektanta koronek Nicolasa Boucher. Większość jego dzieł powstała w duchu rokoka. W wieku 17 lat Boucher został oddany przez swojego ojca na naukę do François Lemoyne, jednak po zaledwie trzech miesiącach zatrudnił go grafik Jean-François Cars. W ciągu trzech lat udało mu się zdobyć elitarną nagrodę Grand Prix de Rome, jednak przyjął płynącą z tego możliwość nauki we Włoszech dopiero 4 lata później. Po powrocie ze studiów w 1731, został przyjęty do Królewskiej Akademii Malarstwa i Rzeźby jako malarz historyczny. W 1734 roku został członkiem kadry akademickiej.
Od tego momentu jego kariera zaczęła przyspieszać. Awansował ze stanowiska profesora na rektora Akademii, w 1755 przejął kierownictwo Królewskiej Fabryki Gobelinów, a w 1765 roku został Premier Peintre du Roi (Pierwszy Malarz Króla).
Wczesne prace Bouchera odzwierciedlają inspiracje autora czerpane z Watteau i Rubensa: celebrują idyllę i harmonię, naturę i krajobrazy przedstawiając z wielkim rozmachem. Jednakże w swojej sztuce odrzucił obraz tradycyjnej wiejskiej niewinności, by przedstawiać sceny przepełnione erotyzmem, zaś dzieła o tematyce mitologicznej mają charakter bardziej namiętny i kochliwy, niż epicki. Madame Pompadour (metresa Króla Ludwika XV) była wielką miłośniczką Bouchera. Jej portrety w jego wykonaniu to wyraźne przykłady stylu artysty.
Obrazy takie jak Śniadanie z 1739, scena rodzinna, pokazują talent Bouchera do tematyki rodzajowej. Regularnie używał on swojej żony i rodziny jako modeli. Te obrazki intymności domowego zacisza kontrastują z „rozwiązłym" stylem, widzianym w portretach odalisek. Ciemnowłosa wersja portretu Odaliska według Diderota dawała podstawy by twierdzić, że Boucher „własną żonę zmusza do prostytuowania się”, zaś Blond odaliska nawiązuje do pozamałżeńskich związków króla. Boucher zyskał na długo złą sławę przez podobne do tych zlecenia bogatych kolekcjonerów. Po tym, gdy Diderot wyraził swoją dezaprobatę, reputacja artysty została podana narastającej krytyce trwającej przez ostatnie lata jego twórczości.
Oprócz malarstwa, Boucher zajmował się też projektowaniem kostiumów teatralnych i scenografii. Namiętne intrygi z komicznych oper Favarta blisko korespondowały ze stylem Bouchera. Gobeliny również pozostawały w jego sferze zainteresowań, jednocześnie czyniąc projekty dla oper i pałaców królewskich Wersalu, Fontainebleau i Choisy. Te projekty podbudowały jego reputację, owocując wieloma sztychami prac, a nawet reprodukcjami na porcelanie i biskwicie z fabryk w Vincennes i Sèvres.
Neoklasyk Jacques-Louis David rozpoczynał swoją pracę pod instruktażem Bouchera.
Boucher jest znany ze swojej wypowiedzi, określającej naturę jako „trop verte et mal eclaire” (zbyt zielona i źle oświetlona).
François Boucher zmarł 30 maja 1770 w Paryżu. Jego imię, razem z imieniem mecenas Madame de Pompadour, stały się synonimiczne z pojęciem francuskiego rokoka, co skłoniło braci Goncourt do napisania: „Boucher jest jednym z tych, którzy reprezentują gust stulecia, wyrażają go, uosabiają i zawierają”.
Został pochowany w kościele Saint Germain l’Auxerrois w Paryżu.

## Wybrane dzieła

### Mitologia
- Dafnis i Chloe (1743-45), 109,5 × 154,8 cm, Wallace Collection, Londyn
- Diana po kąpieli (1742), 56 × 73 cm, Luwr, Paryż
- Edukacja Kupidyna (1742), 118 × 134 cm, Pałac Charlottenburg, Berlin
- Herkules i Omfale (1735), 90 × 74 cm, Muzeum Sztuk Pięknych im. Puszkina w Moskwie
- Jupiter i Kallisto (1744), 98 × 72 cm, Muzeum Sztuk Pięknych im. Puszkina w Moskwie
- Leda i Łabędź (1741), Nationalmuseum, Sztokholm
- Narodziny Wenus (1740), 130 × 162 cm, Nationalmuseum, Sztokholm
- Pan i Syrinks (1759), 32,4 × 41,9 cm, National Gallery w Londynie
- Pan i Syrinks (ok. 1762), 95 × 79 cm, Prado, Madryt
- Pigmalion i Galatea (1767), 230 × 329 cm, Ermitaż, Sankt Petersburg
- Porwanie Europy (1732-34), 231 × 274 cm, Wallace Collection, Londyn
- Porwanie Europy (1747), 160 × 193 cm, Luwr, Paryż
- Ronaldo i Armida (1734), 135,5 × 170,5 cm, Luwr, Paryż
- Sąd Parysa (1754), 164 × 76,6 cm, Wallace Collection, Londyn
- Toaleta Wenus (1751), 108,3 × 85,1 cm, Metropolitan Museum of Art, Nowy Jork
- Toaleta Wenus (po 1743), 101 × 87 cm, Ermitaż, Sankt Petersburg
- Toaleta Wenus (1749), 107 × 173 cm, Luwr, Paryż
- Triumph Wenus (1740), 130 × 162 cm, Nationamuseum, Sztokholm
- Trzy Gracje (ok. 1765), 80 × 65 cm, Luwr, Paryż
- Wenus (1754), 79,2 × 138,7 cm, Wallace Collection, Londyn
- Wenus i Amor (1742), 58,6 × 73,7 cm, Gemäldegalerie, Berlin
- Wenus i Mars (1754), 164,5 × 71,5 cm, Wallace Collection, Londyn
- Wenus pocieszająca Amora (1751), National Gallery of Art, Waszyngton
- Wenus w kuźni Wulkana (1757), 210 × 200 cm, Luwr, Paryż
- Wertumnus i Pomona (1763), 147 × 122 cm, Luwr, Paryż

### Pejzaże
- Las (Leśna scena z dwoma rzymskimi żołnierzami) (1740), 131 × 163 cm, Luwr, Paryż
- Młyn (1751), 66 × 84 cm, Luwr, Paryż
- Młyn w Chareton (1758), 113 × 146 cm, Toledo Museum of Art, Toledo
- Most (1751), 66 × 84 cm, Luwr, Paryż
- Pejzaż w pobliżu Beauvais (ok. 1740), 49 × 58 cm, Ermitaż, Sankt Petersburg
- Pejzaż z młynem i ruiną świątyni (1743), 91 × 118 cm, Bowes Museum, Barnard Castle (Anglia)
- Pejzaż z młynem wodnym (1755), 57,2 × 73 cm, National Gallery w Londynie
- Pejzaż z wiejską chatą (1758), 24,8 × 32.8 cm, Gemäldegalerie, Berlin
- Pejzaż z wieżą i mostem (1758), 24,8 × 32,8 cm, Gemäldegalerie, Berlin
- Pejzaż ze stawem (1746), 51 × 65 cm, Ermitaż, Sankt Petersburg
- Wyobrażenie widoku Tiovoli (ok. 1731), 65 × 54 cm, Musée des Beaux-Arts, Boulogne-sur-Mer

### Portrety
- Czarnowłosa odaliska (1745), 53 × 64 cm, Luwr, Paryż
- Jasnowłosa odaliska (1752), 59 × 73 cm, Stara Pinakoteka, Monachium
- Madame Boucher (1743), Frick Collection, Nowy Jork
- Madame de Pompadour (1756), 201 × 157 cm, Stara Pinakoteka, Monachium
- Madame de Pompadour (1756), 60 × 45,5 cm, Luwr, Paryż
- Madame de Pompadour (1758), 72,5 × 57 cm, Muzeum Wiktorii i Alberta, Londyn
- Madame de Pompadour (1759), 91 × 68 cm, Wallace Collection, Londyn
- Panna O’Murphy (Akt na sofie) (1752), 60 × 74 cm, Wallraf-Richartz-Museum, Kolonia
- Pani Bergeret (1766)

### Sceny rodzajowe
- Chiński ogród (1748), 40,5 X 48 cm, Muzeum Sztuk Pięknych i Archeologii w Besançon
- Malarz w pracowni (1753), 27 × 22 cm, Luwr, Paryż
- Odpoczywająca dziewczyna (1752), 59 × 73 cm, Stara Pinakoteka, Monachium
- Przerwany sen (1750), 82 × 75 cm, Metropolitan Museum of Art, Nowy Jork
- Śniadanie (1739), 82 × 66 cm, Luwr, Paryż
- Toaleta w buduarze (Dama zakładająca podwiązkę i jej służąca) (1742), 52,5 × 66,5 cm, Muzeum Thyssen-Bornemisza, Madryt

### Sceny religijne
- Betuel przyjmujący sługę Abrahama (Eleazer i Rebeka) (1723-28), Musée des Beaux-Arts, Strasburg
- Madonna z Dzieciątkiem (1765-70), Museums de Fine Arts, San Francisco
- Odpoczynek podczas ucieczki do Egiptu (1757), 139,5 × 148,5 cm, Ermitaż, Sankt Petersburg
- Ofiara Gedeona (1723-28), 126 × 84 cm, Luwr, Paryż
- Pokłon pasterzy (1750), Musée des Beaux-Arts, Lyon

### Sceny alegoryczne
- Alegoria malarstwa (1765), 101,5 × 130 cm, National Gallery of Art, Waszyngton
- Alegoria muzyki (1764), 103,5 × 130 cm, National Gallery of Art, Waszyngton
- Cztery pory roku (1755), 57,2 × 72,7 cm, Frick Collection, Nowy Jork (4 obrazy)